# Santa Maria de Fenals d'Amunt
Santa Maria de Fenals d'Amunt és una església protegida com a bé cultural d'interès local, al municipi de Castell d'Aro, Platja d'Aro i s'Agaró (Baix Empordà).

## Descripció

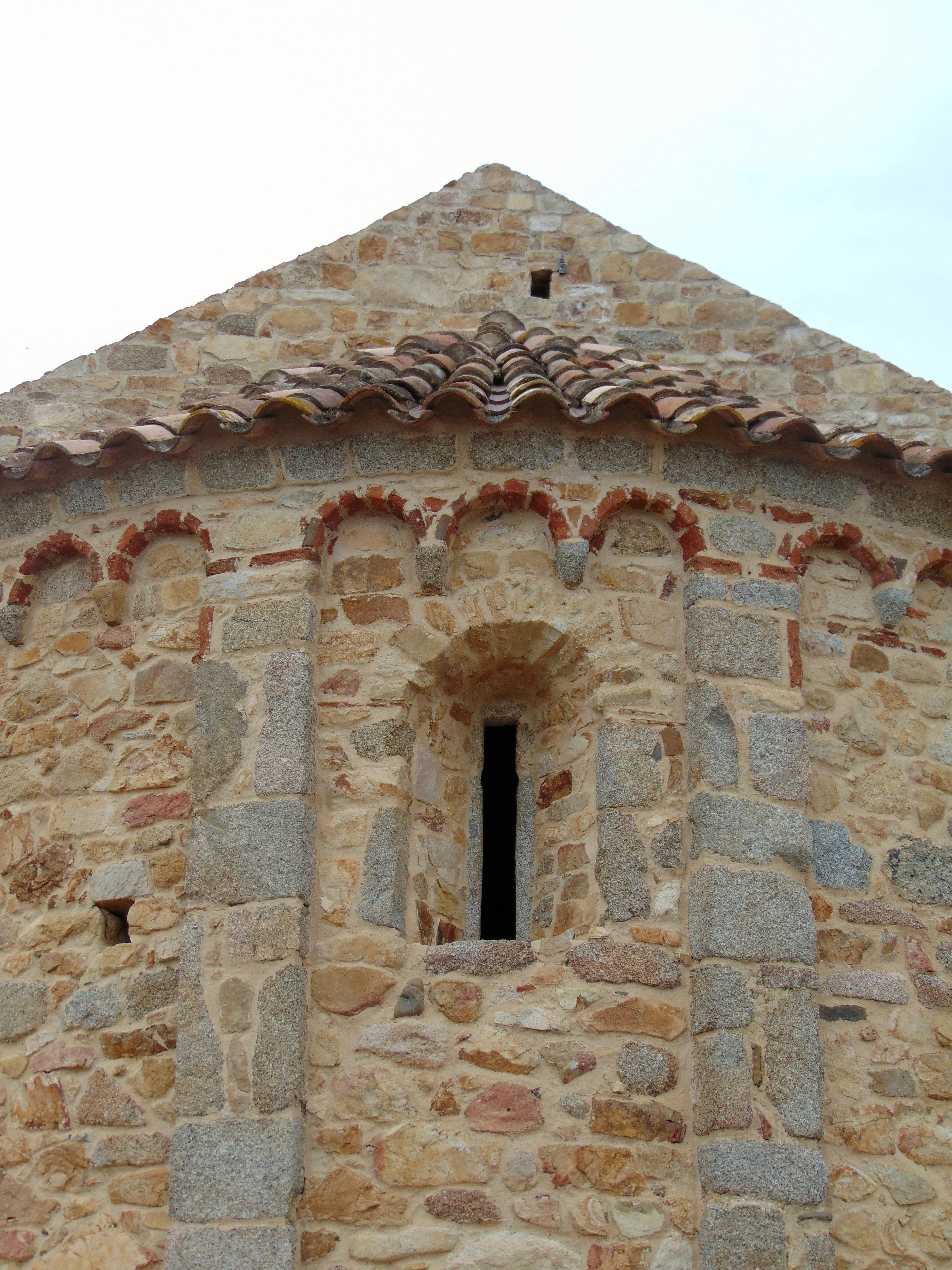
Detall de l'absis

Enlairada en un turó a l'indret de Fenals d'Amunt, prop del mas dels Monjos, és una església d'una sola nau coberta amb volta de canó, i absis semicircular amb volta de quart d'esfera i decoració llombarda, amb arcuacions entre lesenes. L'absis mostra una finestra centrada d'arc de mig punt i doble esqueixada, del mateix tipus que les dues situades al parament de migdia de la nau. El frontó de ponent no és original; és un afegit d'època molt posterior. L'aparell de l'edifici és petit i irregular, amb carreus a les cantonades.

## Història
L'església vella de Santa Maria de Fenals és un notable edifici romànic.
Fou bastida durant els segles X-XI, època en què apareix documentada com a possessió del monestir de Sant Feliu de Guíxols. La morfologia accidentada del terreny va motivar a partir del segle xvi una expansió del poblament cap a Fenals d'Aro, proper al litoral i millor comunicat, cosa que var fer imprescindible la construcció d'un nou temple. L'església vella va romandre encara oberta al culte fins a l'any 1749, quan en una visita pastoral, el bisbe decretà la "interdicció" per amenaça de ruïna. L'església, que durant un temps va ser utilitzada com a pallissa de la masia veïna, fins que aquesta va quedar deshabitada, es trobava fins fa poc en estat d'abandonament i en perill d'esfondrament definitiu. L'ajuntament de Castell d'Aro, Platja d'Aro i s'Agaró, però, la va adquirir i restaurar.